# پوزدن
پوزدن (به چکی: Pozdeň) یک منطقهٔ مسکونی در جمهوری چک است که در شهرستان کلادنو واقع شده‌است.